# Barbarea ketzkhovelii
Barbarea ketzkhovelii är en korsblommig växtart som beskrevs av Mardal. Barbarea ketzkhovelii ingår i släktet gyllnar, och familjen korsblommiga växter. Inga underarter finns listade i Catalogue of Life.